# Distretto di Huai Thalaeng
Il distretto di Huai Thalaeng (in thailandese: ห้วยแถลง) è un distretto (amphoe) della Thailandia, situato nella provincia di Nakhon Ratchasima.